# L'Atlantique et les Amants
L'Atlantique et les Amants est le dix-huitième roman de Patrick Grainville, publié aux éditions du Seuil en janvier 2002.

## Historique
Contrastant avec l’urbanisme et la noirceur du Jour de la fin du monde, une femme me cache, L’Atlantique et les Amants est un roman ensoleillé, du désir brut et de la vie physique. Plus proche des premiers livres de Patrick Grainville, il chante la fusion avec l’élément animal et marin dans une danse, une « transe » de vie radicale. Louant la description des corridas et le lyrisme d’un écrivain en pleine possession de ses moyens, la critique reconnait en L’Atlantique et les Amants un roman abouti, peut-être moins ambitieux que d’autres titres de l'auteur mais qui s’inscrit sans détonner dans une œuvre déjà riche.

## Résumé
Deux adolescents, Eric et Léna, foncent à moto vers l’Atlantique. Ils s’installent près de Biarritz pour pratiquer le surf et s’initier à la corrida. Ils décident de vivre au jour le jour et de gagner de l’argent par la séduction. Ils se lient avec un torero et assistent à plusieurs combats. Le surf donne lieu, lui aussi, à des défis, des scènes paroxystiques et précises au contact de la puissance océanique. Mais les amants ne seront pas à l’abri de la jalousie, des manipulations. Leur passion de l’excès les porte aux limites de ce qu’ils pourront supporter.

## Éditions
- L'Atlantique et les Amants, éditions du Seuil, 2002  (ISBN 2020516675).